# Liste der Biografien/Camm
Liste der Biografien |
Portal Biografien |
Personensuche
# |
A |
B |
C |
D |
E |
F |
G |
H |
I |
J |
K |
L |
M |
N |
O |
P |
Q |
R |
S |
T |
U |
V |
W |
X |
Y |
Z |
?
 
Ca |
Cb |
Cc |
Ce |
Ch |
Ci |
Cj |
Ck |
Cl |
Cm |
Cn |
Co |
Cr |
Cs |
Ct |
Cu |
Cv |
Cw |
Cy |
Cz
 
Caa–Cag |
Cah |
Cai |
Caj |
Cak |
Cal |
Cam |
Can |
Cao–Cap |
Caq |
Car |
Cas |
Cat–Caz
 
Cama |
Camb |
Camc |
Camd |
Came |
Cami |
Camk |
Caml |
Camm |
Camn |
Camo |
Camp |
Camr |
Cams |
Camt |
Camu
Die Liste der Biografien führt alle Personen auf, die in der deutschsprachigen Wikipedia einen Artikel haben. Dieses ist eine Teilliste mit 43 Einträgen von Personen, deren Namen mit den Buchstaben „Camm“ beginnt.

## Camm
- Camm, Sydney (1893–1966), englischer Luftfahrtingenieur

### Camma
- Cammack, Kat (* 1988), amerikanische Politikerin der Republikanischen Partei und politische Beraterin
- Cammack, Steve (* 1954), englischer Fußballspieler
- Cammage, Maurice (1882–1946), französischer Filmregisseur und Drehbuchautor
- Cammalleri, Michael (* 1982), kanadischer Eishockeyspieler
- Camman, Johann (1584–1649), Jurist und Syndikus der Stadt Braunschweig
- Cammann, Alfred (1909–2008), deutscher Gymnasiallehrer, Schriftsteller und Sammler ostdeutschen Erzählgutes
- Cammann, August (1814–1882), deutscher Jurist und Politiker
- Cammann, Ernst (1818–1875), deutscher Konsistorialrat
- Cammann, Ernst (1888–1978), deutscher Politiker (CDU)
- Cammann, Gerhard (1875–1955), deutscher Lokalpolitiker der Deutschen Zentrumspartei
- Cammann, Helmuth (1927–2010), deutscher Unternehmer
- Cammann, Karl (* 1939), deutscher Chemiker
- Cammann, Karl-Heinz (1928–2011), deutscher Sportjournalist
- Cammann, Matthias (* 1965), deutscher Moderator und Reporter
- Cammarano, Salvadore (1801–1852), italienischer Literat, Librettist und Regisseur am Teatro San Carlo in Neapel
- Cammarata, Patricia (* 1975), deutsche Autorin, Bloggerin und PodcasterinPatricia Cammarata (* 1975)

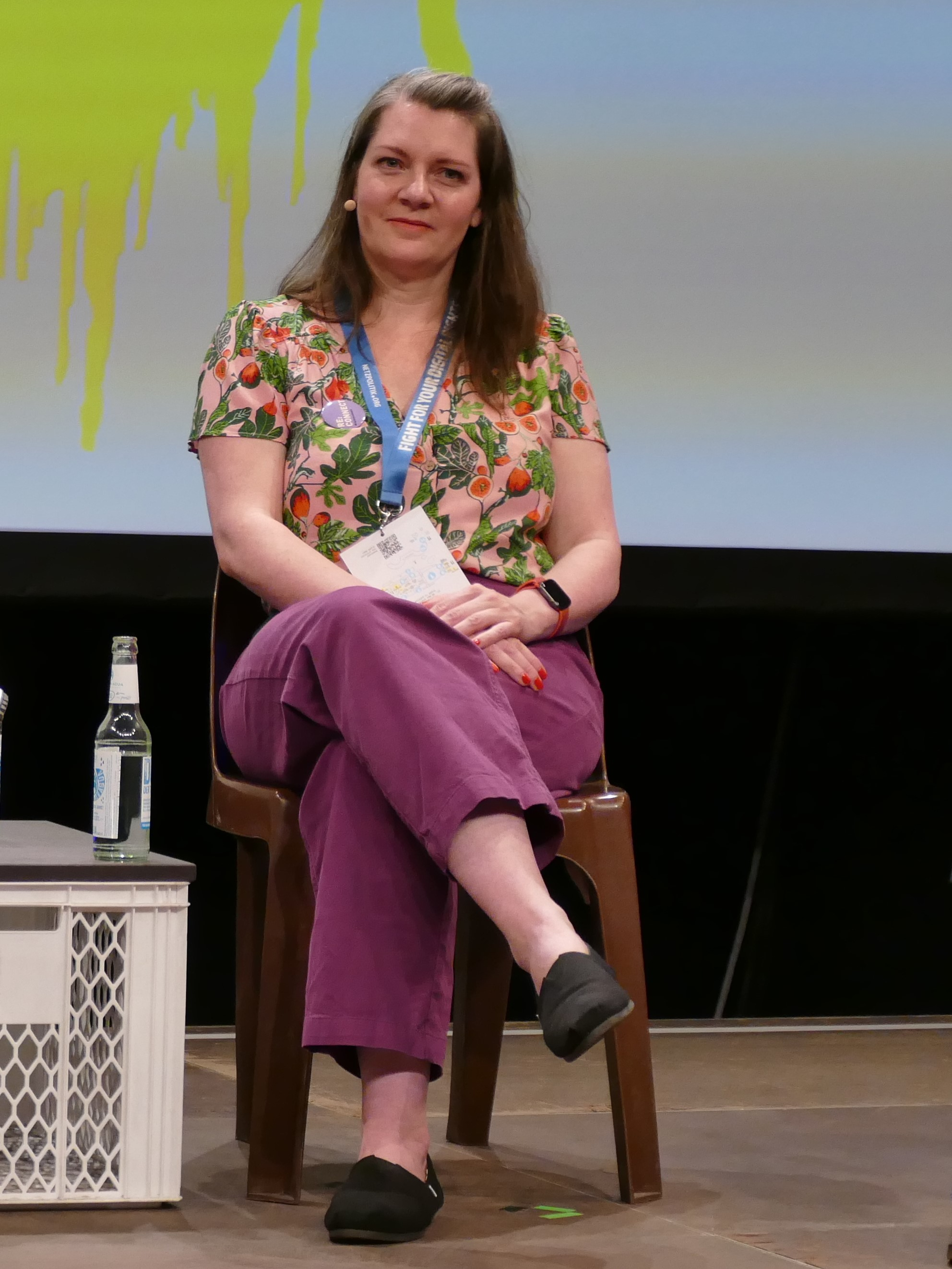
Patricia Cammarata (* 1975)

- Cammarelle, Roberto (* 1980), italienischer Boxer
- Cammariere, Sergio (* 1960), italienischer Cantautore, Jazzpianist und Filmkomponist
- Cammas, Franck (* 1972), französischer Segler
- Cammas, Jean (* 1990), chilenischer Jazzmusiker (Kontrabass, Komposition)

### Camme
- Cammell, Donald (1934–1996), schottischer Maler, Drehbuchautor und Filmregisseur
- Cammenga, Jillert (1911–1993), niederländischer Komponist und Dirigent
- Cämmerer, Bernhard (1934–2021), deutscher Archäologe
- Cammerer, Clemens (1883–1962), deutscher Verwaltungsjurist
- Cammerer, Friedrich (1882–1963), deutscher Verwaltungsjurist
- Cämmerer, Helmut (1911–1997), deutscher Kanute
- Cammerer, Joseph Sebastian (1892–1983), deutscher Ingenieur
- Cammerer, Walter F. (1920–2013), deutscher Physiker
- Cammerlander, Heidemarie (* 1942), österreichische Politikerin (Grüne), Landtagsabgeordnete
- Cammerlander, Jakob, deutscher Buchdrucker
- Cammerloher, Carl Moritz (1882–1945), österreichischer Maler
- Cammermeyer, Margarethe (* 1942), US-amerikanische Soldatin und Lesben-Aktivistin

### Cammi
- Cammicus Sabinus, Gaius, römischer Offizier (Kaiserzeit)
- Cammin, Petra Marie (* 1958), deutsche Schauspielerin
- Camminadi, Fredi (1924–2023), deutscher Kommunalpolitiker (SPD) und Bürgermeister
- Camminius, antiker römischer Toreut
- Cammisa, Rebecca (* 1966), US-amerikanische Filmregisseurin, Kamerafrau und Filmproduzentin
- Cammisar, Rudolf (1891–1983), deutscher Maler, Graphiker und Zeichner
- Cammissar, Auguste (1873–1962), deutscher Maler
- Cammius Maximus, Lucius, römischer Offizier (Kaiserzeit)

### Cammo
- Cammo, antiker römischer Toreut
- Cammock, Helen (* 1970), britische Künstlerin